# Маніфест про вольності дворянства
Маніфест про вольності дворянства (рос. Манифест о вольности дворянства) — коротка назва указу Петра III від 18 лютого (1 березня) 1762 року «Про дарування вольності і свободи всьому російському дворянству». Він значно розширив привілеї та права цього суспільного стану. 
Уперше в історії Росії дворяни звільнялися від обов'язкової 25-літньої громадянської і воєнної служби. Вони могли вільно виходити у відставку та безперешкодно виїжджати за межі імперії. Але на вимогу уряду повинні були служити в збройних силах під час війн чи будь-яких інших конфліктів Росії, для чого слід було повертатися в державу під загрозою конфіскації землеволодінь. 
Указ став подальшим кроком у зміцненні політичного й економічного становища дворянства, закріпив його соціальні переваги перед іншими станами. Також Маніфест створив умови для подальшого розвитку кріпацтва. 
Основні положення указу Петра III були підтверджені законодавчим актом Катерини II від 21 квітня 1785 року у відомій «Жалуваній грамоті дворянству».